# 穆奧尼奧河

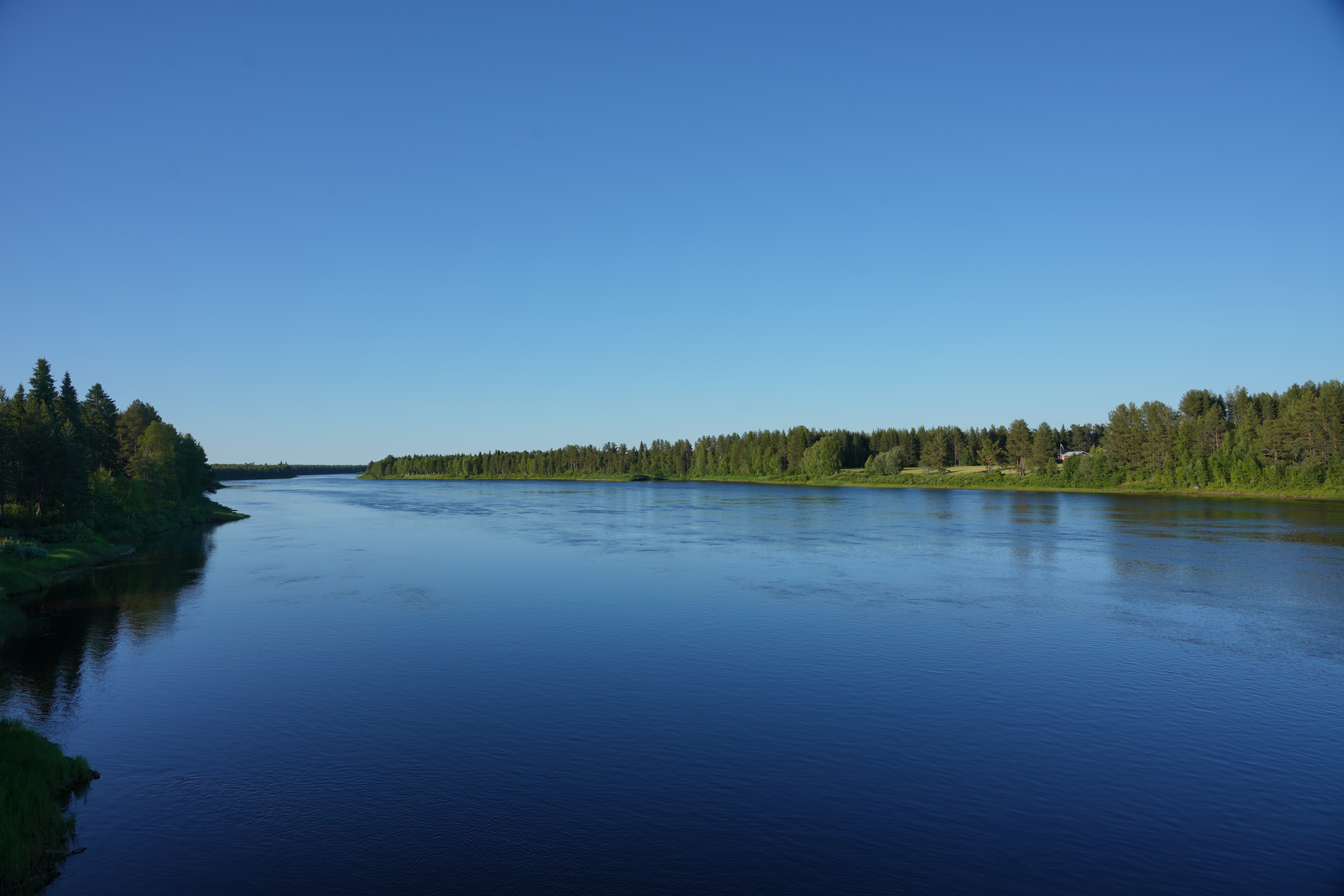

穆奧尼奧河（瑞典語：Muonioälven），是北歐的河流，流經芬蘭北部和瑞典，屬於托尔讷河（托尔尼奥河）的支流，河道全長387公里，流域面積14,430平方公里，平均流量每秒165立方米。